# São João (Pernambuco)
São João es un municipio brasileño del estado de Pernambuco. Administrativamente, el municipio está formado por el distrito sede y por los poblados de Frexeiras, Taquari y Volta do Rio. Tiene una población estimada al 2020 de 22 899 habitantes.

## Historia
El 22 de diciembre de 1672, el gobernador-general de Brasil, Afonso Furtado de Castro do Rio de Mendonça, Vizconde de Barbacena, fue formado el territorio como Sitio de Burgos.
Las Sesmarías concedidas por herederos fue vendida a Manuel da Cruz Vilela, que después se casó con D. Maria Pereira Gonçalves.
Las tierras donde hoy se sitúa el municipio de São João eran originalmente pertenecientes a la hacienda Burgos, de Manuel de la Cruz Vilela. Los datos sobre esta hacienda son imprecisos. En 1855, São João figura como distrito de Garanhuns. El poblamiento fue intensificado con la inauguración de la Carretera de Hierro del Sur Pernambuco (Estrada de Ferro Sul Pernambuco) en 1887. La emancipación política del distrito ocurrió el 25 de noviembre de 1958, por la ley provincial n.º 3.280. La instalación del municipio fue en 1962.
En aquellas tierras se formó la Casa de campo São João, la cual más tarde se hizo un poblado que conforme al acta del 23 de enero de 1883 de la Cámara de Concejales de Garanhuns, se hizo sede de un distrito. El referido poblado tuvo su desarrollo incrementado por la Carretera de Hierro que alcanzó en 1885.
En el año 1958, por proyecto presentado y deferido por el diputado provincial Elpídio de Noronha Blanco, la Asamblea Provincial de Pernambuco, por ley sancionada, lo elevó la categoría de ciudad, desglosando el territorio de su distrito el municipio de Garanhuns para con él componer su propio municipio.
El topónimo del poblado se origina de una capilla dedicada a San José.